# Регули, Антал
Антал Регули (венг. Reguly Antal, читается /'ɾɛguli/, хотя по правилам венгерской фонетики Регуль должно передаваться как Регуй; 1819, Зирц — 1858, Будапешт) — один из основоположников венгерского финно-угроведения, лингвист и этнограф, составитель первого чувашско-венгерского словаря, переводчик на венгерский язык Калевалы.  

## Биография
Будучи студентом Венгерского королевского университета, в 1839 году в Швеции познакомился с фенноманом Адольфом Арвидссоном и провёл полтора года в Финляндии. Он путешествовал по стране, выучил язык, был у саамов, где собирал этнографический материал, завоевал признание научного мира в Гельсингфорсе (Хельсинки) и был избран там членом-корреспондентом академии.
В 1841 году прибыл в Санкт-Петербург с целью отыскать в России свидетельства, что венгры принадлежали к одному с финнами племени. Изучал там антропологию и этнографию, выучил русский и чувашский языки. После изучения финского и саамских языков с 1843 по 1845 год совершил путешествие по Уралу от Перми до берега Северного Ледовитого океана и обратно, где собирал этнографические и лингвистические материалы по марийцам, эрзянам, манси и хантам. В Тобольске в 1844 году встретился с финским лингвистом Кастреном и сыном последнего вогульского (мансийского) князя Конды. Регули впервые доказал родство венгерского, хантыйского и мансийского языков. В 1898 году маршрут экспедиции Антала Регули был повторён другим венгерским этнографом и лингвистом Йожефом Папай.
В 1846 году Регули вернулся в Петербург, где получил очередное задание — по заказу Русского географического общества составил географическую и этнографическую карту северной части Урала. В июне 1848 года он получил место библиотекаря в библиотеке Венгерского университета.
В честь исследователя названа одна из гор Исследовательского хребта в Приполярном Урале.